# جیوه
جیوه، (قدیمی‌تر: ژیوه) یا سیماب نام یک عنصر شیمیایی با نماد Hg و عدد اتمی ۸۰ است. جیوه در زبان فارسی به معنی زنده است و نام آن در برخی زبان‌های دیگر نیز نقرهٔ زنده معنی می‌دهد. واژه سیماب، از سیم به معنی نقره و آب تشکیل شده است.
جیوه یک عنصر سنگین بلوک دی است و تنها فلزی است که در شرایط استاندارد دما و فشار مایع است. عنصر دیگری که در این شرایط مایع باشد، برم است. فلزهای دیگر مانند سزیم، فرانسیم، گالیم و روبیدیم در دمایی بالاتر از شرایط استاندارد ذوب می‌شوند. دمای ذوب −۳۸٫۸۳ °C و نقطهٔ جوش ۳۵۶٫۷۳ °C. جیوه نیز از این قرار است.
رسوب‌های جیوه در سراسر زمین پیدا می‌شود، اما بیشتر به صورت شنگرف (سولفیدهای جیوه) این رنگدانهٔ قرمز شنگرفی بیشتر از راه کاهش شنگرف به‌دست می‌آید. شنگرف بسیار سمّی است به ویژه اگر گرد و غبار آن بوییده یا خورده شود. راه دیگر مسمویت جیوه قرار گرفتن در برابر ترکیب‌های حل شدنی جیوه در آب است مانند کلرید جیوه(II) یا دی‌متیل‌جیوه، تنفس بخار جیوه یا خوردن خوراک‌های دریایی آلوده به جیوه.
متیل جیوه از خطرناک‌ترین ترکیب‌های آن است.
جیوه در دماسنج، فشارسنج (بارومتر، مانومتر)، فشارسنج خون، کلید جیوه‌ای، شیرهای شناور و دیگر ابزارها. البته به دلیل زهرآگین بودن این عنصر، تلاش شده تا از فشارسنج‌های خون و دماسنج‌های جیوه‌ای در بیمارستان‌ها پرهیز شود و به جای آن از ابزارهای الکلی، آلیاژهای اوتکتیک مانند گالینستان، ابزارهای الکترونیکی یا با پایهٔ ترمیستور بهره برده شود. اما همچنان کاربرد جیوه در زمینهٔ پژوهش و ساخت مواد آمالگام دندانی برای پرکردن دندانها پابرجا است. جیوه کاربرد نوری هم دارد: اگر جریان الکتریسیته از بخار جیوهٔ درون یک لولهٔ فسفری گذرانده شود، موج‌های کوتاه فرابنفش پدید می‌آید در اثر این موج‌ها فسفر به درخشش می‌افتد و نور مرئی تولید می‌شود (مانند لامپ مهتابی).

## تغییرپذیری جیوه
اتم‌های جیوه شرایط متفاوتی را می‌تواند نسبت به موقعیت مغناطیس، میدان مغناطیس، میدان الکتریکی و دما داشته باشند.
ذات عملکردی جیوه از نوع دیا مغناطیس یا دفع کننده مغناطیس است، اما مولکول جیوه جذب پذیری بالائی دارد و نسبت به شدت جریان جذب پذیری تغییر یافته و نمی‌تواند آن بار الکتریکی یا مولکولی و الکترونی جذب شده را به شکل مولکول خود تغییر دهد و دوباره تابش نماید.
مولکول جیوه تحت شرایط متفاوت به وضعیت و حالت‌های موقت بنابر جریان وارد شده تأثیر می‌پذیرد و وضعیت مولکولی جیوه و شکل جیوه تغییر می‌نماید.
از آنجا که وضعیت مولکول درونی جیوه قابلیت تغییر داشته و مولکول جیوه خرد یا کوچک می‌شود و انرژی بخود گرفته و از دست می‌دهد و اکسید نیز می‌شود عوامل تأثیرپذیری رفتار جیوه نسبت به وضعیت‌های گوناگون دارای تفاوت می‌باشد.
همین جریانات موجب می‌گردد که جیوه به‌صورت موقت حالت فرومغناطیس نیز بخود گرفته یا مولکول‌های آن تغییر یافته یا تحت تأثیر جریانات مغناطیسی و الکتریکی قرار بگیرد، و شرایط مولکولی جیوه می‌تواند در مدت زمانی که تحت جریانات قرار دارد مغلوب شده و تغییر نماید؛ به‌خصوص در موقعیتی که جیوه تحت تأثیر میدان الکترومغناطیس با شدت مغناطیس بالاتر یا فرکانس قرار بگیرد حالت و شکل خود را از دست داده یا در اصل تغییر می‌نماید و با توجه به اینکه مولکول‌های جیوه تحت جریان نیرو یا دما به هم نزدیک یا از هم دور می‌شوند دارای توان تأثیرپذیری بالائی از جریانات وارده است.
با توجه به آنکه شرایط مولکولی جیوه در وضعیت‌های متفاوت تغییر می‌نماید شرایط دسته فلزات دیا مغناطیس دائم مانند طلا، نقره، مس و آلومینیوم فلز شور شده را ندارد و رفتار مولکولی جیوه مانند طلا ثابت نمی‌باشد که جیوه بتواند اثر جریانات وارده را شبیه وضعیت مولکولی خود نموده و مانند وضعیت ثابت خود تابش نماید و آن دسته فلزات دیامغناطیسی که رفتار مولکولی ثابت ندارند تحت شرایط جریانات متفاوت می‌توانند تغییر وضعیت دهند.

## ریشه‌شناسی واژه جیوه
واژهٔ جیوِه، زیوَه یا ژیوَه
در پارسی میانه به صورت ژیوگ بوده است که از فعل زیویدن (شکل دیگری از زیستن) ساخته شده است و به معنای زنده است. در زبانهای دیگر هم این عنصر به نام نقره زنده خوانده می‌شود. در اشعار فارسی هم به جنبه زنده بودن جیوه اشاره زیادی شده است.
| آن نقدهای قلب که بنهاده‌ای به پیش    |  | چون ژیوه می‌تپند پی کیمیای او (مولانا)       |
| چو ژیوه بود به جنبش، نبود زندهٔ اصلی |  | نمود جنبش عاریه، باز رفت و سکون شد (مولانا) |

زیوَگ/ژیوَگ در عربی به صورت «زیبَق» درآمده و باز به پارسی برگشته است:
| دیوانه شدی که می ندانی                 |  | از نقرهٔ پخته، خام زیبق؟! (ناصر خسرو)           |
| بربط از هشت زبان گوید و خود ناشنوا است |  | زیبقش گویی با گوش کر آمیخته‌اند (خاقانی شروانی) |
| زیبقم در گوش کن تا نشنوم               |  | یا درَم بگشای تا بیرون روم (سعدی - گلستان)      |

نام دیگر جیوه، «سیماب» است. واژهٔ «سیماب» خود از دو بخش ساخته شده است: سیم به معنای نقره، و «آب» به معنای «مایع». جالب آن که در یونانی باستان بدان hydrargyros به معنای «نقرهٔ آب» یا همان «سیماب» می‌گفتند. نشان شیمیایی این عنصر یعنی Hg کوتاه شدهٔ نام یونانی آن است. این نام یونانی از دو بخش ساخته شده است، بخش نخست که hydr که کوتاه شدهٔ hydro به معنای «آب» است و بخش دوم آن argyros به معنای «سیم» یا «نفره» است.
| ز نفط انداز عشق آتشینت |  | زمین و آسمان لرزان چو سیماب (مولانا) |
| صهیل تازیان آتشین جوش  |  | زمین را ریخته سیماب درگوش (نظامی)    |

## ویژگی‌ها

### فیزیکی

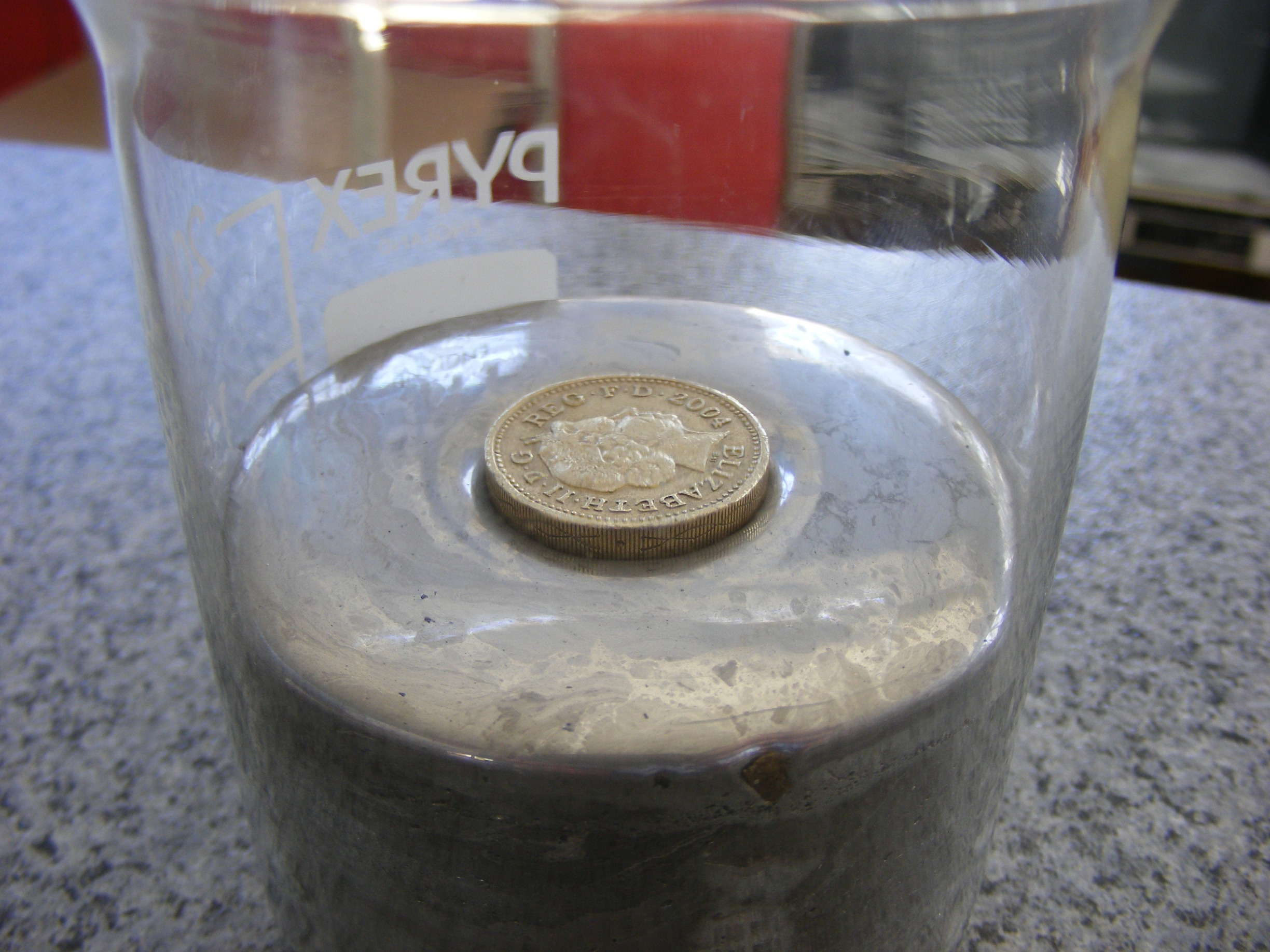
سکهٔ یک پوندی (با چگالی) به دلیل نیروهای کشش سطحی و شناوری بر روی جیوه شناور می‌ماند.

جیوه فلزی سنگین و سفید-نقره‌ای است. نسبت به دیگر فلزها رسانایی گرمایی پایینی دارد اما رسانای خوب جریان برق است. به عنوان یک فلز بلوک دی دارای نقطهٔ ذوب بسیار پایینی است. توضیح این ویژگی به دانش مکانیک کوانتوم نیازمند است. اما کوتاه شده می‌توان چنین توضیح داد: جایگیری الکترون‌ها به دور هستهٔ جیوه از ترتیب ۱s, 2s, 2p, 3s, 3p, 3d, 4s, 4p, 4d, 4f, 5s, 5p, 5d, 6s پیروی می‌کند. چنین جایگیری الکترون‌ها به سختی آمادهٔ ازدست دادن الکترون می‌شود برای همین از این نظر جیوه مانند گازهای نجیب رفتار می‌کند، پس پیوندهای درونی ضعیف است و نقطهٔ ذوب پایینی دارد (به آسانی ذوب می‌شود) پایداری تراز ۶s به دلیل وجود تراز پُرشدهٔ ۴f است. نبود تراز پایین‌تر f در عنصرهایی مانند کادمیم و روی دلیل داشتن نقطهٔ ذوب بالاتر این عنصرها است. یادآوری می‌شود که هر دوی این عنصرها به آسانی ذوب می‌شوند و افزون بر این به گونهٔ نامعمولی نقطهٔ جوش پایینی دارند. فلزهایی مانند طلا نسبت به جیوه اتم‌هایی با یک الکترون کمتر در 6s دارند. چنین الکترون‌هایی آسان‌تر جدا می‌شوند و میان اتم‌های طلا به اشتراک گذاشته می‌شوند و پیوندهای فلزی برقرار می‌کنند.

### شیمیایی
جیوه با بیشتر اسیدها واکنش نمی‌دهد، مانند اسید سولفوریک رقیق. هرچند که اسیدهای اکسیدکننده مانند اسید سولفوریک غلیظ و اسید نیتریک یاتیزاب سلطانی جیوه را حل می‌کند سولفات، نیترات و کلرید جیوه(II) را برجای می‌گذارد. مانند نقره با سولفید هیدروژن هوا واکنش می‌دهد. جیوه حتی با تکه‌های کوچک جامد گوگردی هم واکنش می‌دهد. این مواد در کیت‌های نشت جیوه برای جذب بخارهای جیوه به کار می‌رود.

#### ملغمه

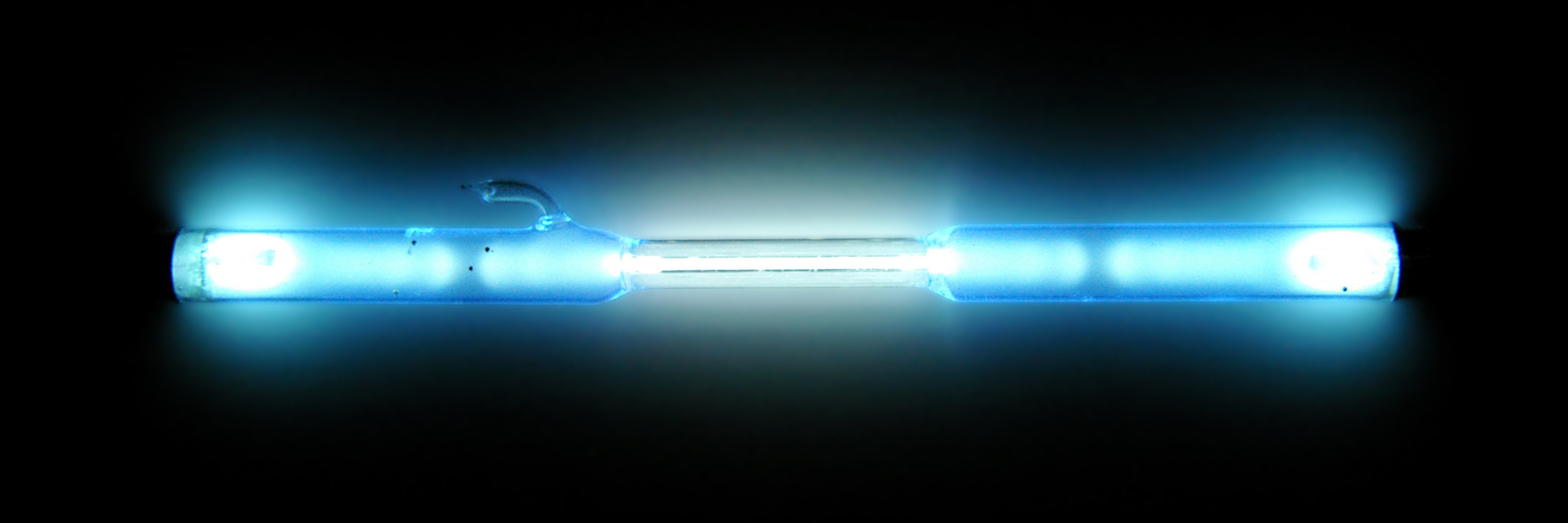
Mercury-discharge spectral calibration lamp

به هر آلیاژی از جیوه، ملغمه گفته می‌شود. به عبارت دیگر ملغمه همان جیوه-فلز است که می‌تواند مایع یا جامد باشد. جیوه می‌تواند با طلا، روی و بسیاری از فلزهای دیگر ملغمه بسازد. آهن یک استثناء است برای همین به صورت سنتی برای تجارت جیوه از ظرف‌های آهنی بهره برده می‌شد. فلزهای دیگر که با جیوه ملغمه نمی‌سازند عبارتند از تانتال، تنگستن و پلاتین. ملغمهٔ سدیم یک عامل کاهندهٔ پرکاربرد در ساخت مواد آلی است. همچنین در لامپ‌های سدیمی فشاربالا هم بکار می‌آید.
هنگامی که جیوه و آلومینیم خالص در تماس با هم قرار گیرند به آسانی با هم ترکیب می‌شوند و ملغمهٔ آلومینیم-جیوه را می‌سازند. اکسید آلومینیم که پوشش محافظ آلومینیم در برابر اکسیدشدگی است در برابر این ملغمه به آسانی از میان می‌رود برای همین حتی اندازه‌های اندک جیوه هم برای آلومینیم بسیار خورنده است. به این دلیل در بیشتر شرایط اجازهٔ ورود جیوه به درون هواپیما داده نمی‌شود.

### ایزوتوپ
جیوه هفت ایزوتوپ دارد که فراوان‌ترین آن‌ها ۲۰۲Hg است (۲۹٫۸۶٪). ۱۹۴Hg با نیمه‌عمر ۴۴۴ سال و پس از آن ۲۰۳Hg با نیمه‌عمر ۴۶٫۶۱۲ روز دارای درازترین نیمه‌عمر در میان ایزوتوپ‌های پرتوزای جیوه‌اند. غیر از این دو، بیشتر ایزوتوپ‌ها دارای نیمه‌عمری کمتر از یک روزاند. ۱۹۹Hg و ۲۰۱Hg به ترتیب با اسپین‌های ۱⁄۲ و ۳⁄۲ ایزوتوپ‌هایی اند که بیشترین پژوهش تشدید مغناطیسی هسته-هستهٔ فعال بر روی آن‌ها صورت گرفته است.

## گذشته

نماد سیارهٔ جیوه (☿) که از دوران باستان برای اشاره به این عنصر بکار برده می‌شد.

گذشتهٔ جیوه به سال ۱۵۰۰ پیش از میلاد بازمی‌گردد. دیرینه‌ترین نشانه از این عنصر در آرامگاه‌های مصر باستان بوده است.
مردم در چین و تبت گمان می‌کردند که جیوه باعث درازی عمر، درمان آسیب‌ها و درمجموع، سلامتی بهتر افراد می‌شود. تا آنجا که در افسانه‌ها گفته شده یکی از شاهان چین به نام چین شی هوان در آرامگاهی از سرزمینش به خاک سپرده شده که رودهایی از جیوه را دربرداشته به عنوان نمادی از رودهای چین. این پادشاه خود در اثر نوشیدن آمیخته‌ای از جیوه و گَرد یشم سبز که کیمیاگران دربار دودمان چه‌این آن را درست کرده بودند، کشته شده بود. او گمان می‌کرد با نوشیدن این معجون، جاودان خواهد شد. او با نوشیدن این معجون دچار نارسایی کبد، مسمومیت جیوه و در پایان مرگ مغزی شده بود.
در یونان باستان جیوه به عنوان یک مرهم یا روغن کاربرد داشت. مصریان و رومیان باستان هم از آن به عنوان ابزار آرایشی که گاهی باعث دگرگونی چهره می‌شود، بهره می‌بردند. در لامانه، یکی از شهرهای اصلی تمدن مایا یک استخر جیوه پیدا شده بود که در زیر یک زمین بازی (با توپ) در آمریکای میانه جای داشت. تا سال ۵۰۰ پیش از میلاد، جیوه در ساخت ملغمه، آلیاژی با دیگر فلزات به کار برده می‌شد.
کیمیاگران گمان می‌کردند جیوه نخستین مادهٔ جهان بوده و دیگر فلزها از آن پدید آمده‌اند. آن‌ها بر این باور بودند که می‌توان با تغییر کیفیت و کمیت گوگرد افزوده شده به جیوه، فلزهای گوناگون را پدیدآورد. همچنین این باور وجود داشت که خالص‌ترین فلزها، طلا است برای همین در تلاش شان در دگرگونی فلزهای ناخالص به طلا از جیوه بهره می‌بردند. به انجام رسانیدن چنین واکنشی، آرزوی دیرینهٔ بسیاری از کیمیاگران بود.
آلمادن در اسپانیا، مونته آمیاتا در ایتالیا و ایدریا در اسلونی امروزی معدن‌های اصلی جیوه بوده‌اند. نزدیک به ۲۵۰۰ سال از عمر معدن آلمادن می‌گذرد.

## پیدایش
همچنین ببینید: رده:کانی‌های جیوه و رده:معدن‌های جیوه

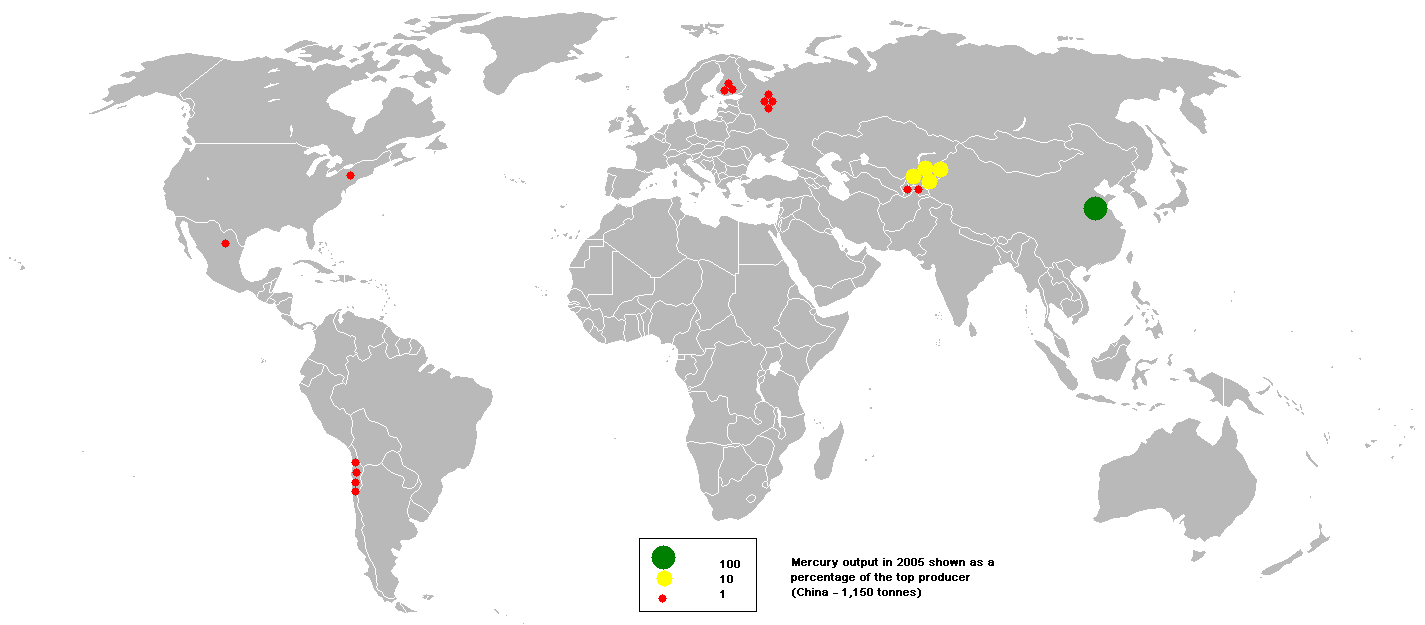
خروجی جیوه در سال ۲۰۰۵

جیوه عنصری به شدت کمیاب در پوستهٔ زمین است. فراوانی آن در پوسته برپایهٔ جرم ۰٫۰۸ بخش در میلیون (ppm) است. البته چون این عنصر از دیدگاه زمین‌شیمی با عنصرهایی که بیشترین فراوانی را در پوسته دارند ترکیب نمی‌شود به همین دلیل سنگ معدن‌های جیوه نسبت به سنگ‌های معمولی دارای غلظت بالایی از این عنصرند. داراترین سنگ معدن‌های این عنصر تا ۲٫۵٪ جرمی و فقیرترین آن‌ها دست کم ۰٫۱٪ جیوه دارند (۱۲٬۰۰۰ برابر فراوانی میانگین جیوه در پوسته). جیوه هم به صورت یک فلز (کمیاب) و هم در کنار عنصرهای دیگر در کانی‌هایی مانند شنگرف، کوردرویت، لیوینگ ستونیت و… پیدا شده است. HgS یا شنگرف معمول‌ترین سنگ معدن جیوه است. سنگ معدن‌های جیوه بیشتر در کمربندهایی که سنگ‌هایی با چگالی بالا با نیروی بزرگی به بیرون پوسته هُل داده شده‌اند پیدا می‌شود به ویژه در فصل‌های داغ یا ناحیه‌های آتشفشانی.
از سال ۱۵۵۸ با به‌دست آوردن فرایندی که در آن بتوان با کمک جیوه، نقره را از سنگ معدنش بیرون کشید، جیوه ارزش بالایی در اقتصاد اسپانیا و سرزمین‌های آمریکایی زیر پوشش پیدا کرد. در اسپانیای نو و پرو این ارزش بیشتر دیده می‌شد. در آغاز معدن آلمادن در جنوب اسپانیا، فراهم‌کنندهٔ همهٔ جیوهٔ مورد نیاز اسپانیایی‌ها بود. در بازهٔ سه سده بیش از ۱۰۰٬۰۰۰ تُن جیوه از معدن‌ها بیرون کشیده شد و روند نیاز به جیوه تا پایان سدهٔ ۱۹ برای به‌دست آوردن نقرهٔ بیشتر همچنان ادامه داشت.

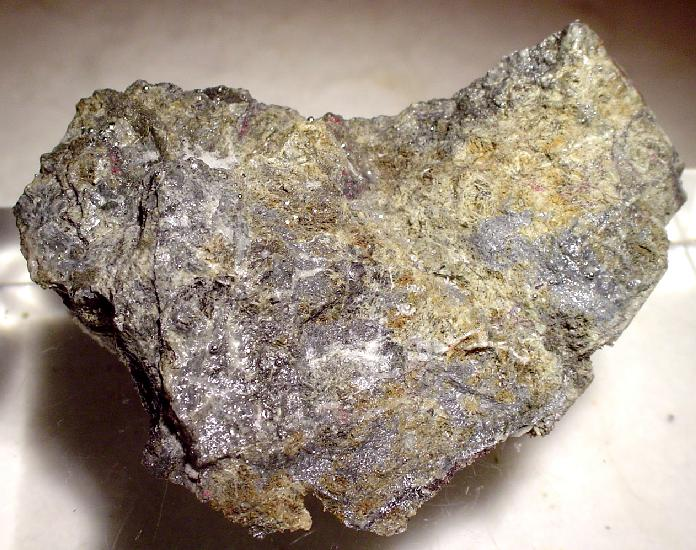
شنگرف، سنگ معدن جیوه، معدن سوکریتس، شهرستان سونومای کالیفرنیا. در جاهایی که رسوب‌های جیوه به صورت اکسیدی اند، از شنگرف با عنوان سنگ مادر جیوه یاد می‌شود.

پس از اسپانیا در ایتالیا، آمریکا، مکزیک و اسلوونی هم معدن‌های مهم جیوه پیدا شد و به بهره‌برداری رسید. اما امروز در بسیاری از این معدن‌ها بسته است. برای نمونه معدن مک‌درمیت در نوادا که آخرین معدن آمریکا بود در سال ۱۹۹۲ بسته شد. بسیاری از این بسته شدن‌ها به دلیل افت ارزش جیوه بوده است. ارزش جیوه در سال‌های گوناگون بسیار بالا و پایین شده برای نمونه در سال ۲۰۰۶ ارزش جیوه برای هر فلاسک، برابر با ۷۶ پوند یا ۳۴٫۴۶ کیلوگرم، ۶۵۰ دلار بوده است.
با حرارت دادن شنگرف در برابر جریان هوا و سپس متراکم کردن بخار آن به جیوه می‌رسیم. این واکنش به ترتیب زیر است:
HgS + O۲ → Hg + SO۲
در سال ۲۰۰۵ چین بزرگ‌ترین تولیدکنندهٔ جیوه بود. گمان آن می‌رود که کشورهای دیگر هم با کمک فرایندهای الکتریکی استخراج، تولیدکنندهٔ جیوه بوده‌اند اما داده‌ای را ثبت نکرده‌اند.
به دلیل سمی بودن بالای جیوه، هم در فرایند معدن کاری و هم در جداسازی، آسیب‌های فراوانی از این ماده در گذشته تاکنون به جای مانده است. به همین دلیل در دههٔ ۱۹۵۰ شرکت‌های خصوصی در اردوگاه‌های کار اجباری از زندانیان برای کندن معدن‌های جیوه استفاده می‌شد. هزاران زندانی به کار گرفته می‌شدند تا تونل‌های تازه بکنند. افزون بر این سلامتی کارگران در هنگام کار در معدن به شدت در خطر بود.
اتحادیهٔ اروپا در سال ۲۰۱۲ به دلیل نیازش به لامپ‌های مهتابی چین را به بازگشایی معدن‌های مرگبارش تشویق می‌کرد تا جیوهٔ مورد نیاز آن‌ها فراهم شود. با این روند محیط زیست در برابر خطرهای جدی قرار می‌گرفت به ویژه در منطقه‌های جنوبی فوشان و گوانگ‌ژو، و در استان گوئیژو در جنوب غرب.
معدن‌های جیوه که پس از بهره‌برداری رها شده‌اند دارای توده‌های بزرگ و خطرناک شنگرف حرارت داده شده‌اند. بررسی‌ها نشان داده که آبی که از این منطقه‌ها می‌گذرد بسیار برای طبیعت آسیب‌رسان است. برای همین تلاش می‌شود تا از این منطقه‌ها به گونهٔ ویژه‌ای دوباره بهره‌برداری شود. برای نمونه در سال ۱۹۷۶ شهرستان سانتا کلارا یک معدن کهنه را خرید و در آن یک پارک محلی درست کرد و البته برای پاک‌سازی محیطی و امنیت آن بسیار هزینه کرد.

## ترکیب‌های شیمیایی
همچنین ببینید:رده:ترکیب‌های جیوه
جیوه دارای دو ظرفیت ترکیبی مهم است، جیوه (I) و (II). البته جیوه‌های با ظرفیت بالاتر هم شناسایی شده است اما چندان مهم نیستند. برای نمونه فلوئورید جیوه (IV) ترکیبی است که در شرایط بسیار ویژه به‌دست می‌آید.

## تأثیر جیوه بر سلامتی
خطرات استفاده از جیوه توسط مصریان باستان که از بردگان جهت کار در معادن جیوه استفاده می‌کردند، کشف شده بود. احتمالاً به خاطر سمّی بودن ملغمهٔ جیوه در استخراج طلا، بردگانی که در معادن شنگرف (HgS) رومی‌ها کار می‌کردند، بعد از ۶ ماه می‌مردند. از اوایل سدهٔ هجدهم میلادی توجه دانشمندان به احتمال روبرویی شغلی و تماس افراد عادی با جیوه جلب شد. انواع ترکیبات جیوه، سمیّت متفاوتی دارند، ترکیباتی مانند فنیل مرکور و الکوکسی الکیل، کمترین میزان آسیب، و ترکیبات الکیل جیوه بیش‌ترین آسیب را می‌رسانند.
جیوه از راه تنفس، گوارش و نیز از طریق پوست قابل جذب می‌باشد، بخار جیوه به دستگاه اعصاب مرکزی تمایل دارد، اما هدف اصلی Hg+۲ کلیه‌ها و کبد است. تاکنون مدارک محدودی در ارتباط با سرطانزا بودن جیوه ارائه شده است.
مطالعات جهانی نشان می‌دهند که در نتیجهٔ تماس مستقیم یا استنشاق بخارات جیوه، اختلالات مختلفی به وجود می‌آید که برخی از آن‌ها عبارتند از: اختلال دستگاه خود-ایمنی، اختلال در عملکرد کلیه، ناباروری، تأثیرات منفی روی جنین، مشکلات رفتاری– عصبی، ناکارآمدی قلبی، آلزایمر، تأثیرات مخرب بر دستگاه عصبی مرکزی و محیطی، تأثیرات چشمی، مشکلات دهانی، نارسایی حاد تنفسی، التهاب پوست، زوال عقل، تهوع، استفراغ، اسهال، درد شکم، همانوری، سرخی چشم، برونشیت، سینه‌پهلو، ورم شش، تب بخار فلزی و اختلالات عصبی، اثر بر روی غده تیروئید، تولید مثل و سمیت ژنی.
استنشاق ۱ mg/m۳ بخار جیوه به ریه‌ها، کلیه‌ها و دستگاه عصبی آسیب زده و باعث تحریک‌پذیری شدید، بی‌ثباتی احساس، لرزش، کاهش وزن، ورم لثه، سردرد، کاهش رشد، التهاب شش‌ها و آماس پوست می‌شود. این عوارض ممکن است در جمعیت‌های عمومی در مواجهه با ۱/۰ mg/m۳ نیز مشاهده گردد.
پس از بخار جیوه، متیل جیوه خطرناک‌ترین شکل جیوه است. استفاده از متیل جیوه به عنوان قارچ‌کش برای محافظت دانه‌ها سبب کاهش قابل ملاحظه پرندگانی شد که از این دانه‌ها مصرف کرده بودند و همچنین صدها مرگ در عراق و آمریکا از مصرف نانی که دانه‌های گندم آن با متیل جیوه در تماس بوده گزارش شده است. ورود سمی‌ترین شکل جیوه یعنی متیل جیوه به بدن انسان، بیماری میناماتا ایجاد می‌کند. این بیماری نخستین بار در دههٔ ۱۹۵۰ در خلیج میناماتای ژاپن مشاهده شد. بروز این بیماری در انسان با عوارض گوناگون عصبی از جمله اختلال در حواس پنج‌گانه، بروز آلزایمر در سنین پیری و در موارد حاد با مرگ بیمار، همراه است. متیل جیوه نسبت به نمک‌های Hg+۲ سمّ قوی تری است، زیرا علاوه بر انحلال‌پذیری در بافت چربی، قابلیت تجمع و بزرگ‌نمایی زیستی دارد. همچنین می‌تواند از سد خونی- مغزی و جفت جنین عبور کند.
فرایند متیل‌دار شدن جیوه در ته‌نشست‌های گل‌آلود رودخانه‌ها و به ویژه در شرایط ناهوازی توسط متیل کوبالامین صورت می‌گیرد. بیشتر جیوهٔ موجود در بدن انسان به صورت متیل جیوه بوده و اغلب از طریق خوردن ماهی وارد بدن انسان می‌شود. متیل جیوه از راه دستگاه گوارش به ویژه در دستگاه عصبی مرکزی و کلیه‌ها توزیع شده و به صورت اختلالات عصبی تأخیری تظاهر می‌کند. برخی از این اختلالات عبارتند از: ناهماهنگی حرکت ماهیچه‌ها، خواب‌رفتگی و گزگز اندام‌ها، لرزش، کاهش بینایی، شنوایی، بویایی و چشایی، از دست دادن حافظه، زوال عقل پیش‌رونده، بافت‌مردگی کانونی، تخریب سلول‌های گلیال، اختلالات حرکتی و مرگ.
دستگاه عصبی احتمالاً حساس‌ترین اندام‌واره در برابر تماس با بخارات جیوه است. طیف گسترده‌ای از اختلالات تنفسی، روانی، قلبی‌عروقی، معده‌ای‌روده‌ای، تولید مثلی، کبدی، کلیوی، خونی، پوستی، استخوانی‌ماهیچه‌ای، ایمنی بدن، حسی و ادراکی و ژنوتوکسیک از اثرات جیوه می‌تواند باشد.

### نشانه‌های تماس با جیوه
نشانه‌های اولیه
- تاری دید
- تحریک‌پذیری
- سوزش، خارش پوست
- التهاب لثه‌ها
- زخمی شدن دهان
- راه افتادن آب دهان

نشانه‌های بعدی
- بی‌حسی و سوزش
- لرزش یا ترمور
- فقدان هماهنگی
- اُفت بینایی و شنوایی
- تنگی نفس

### افراد در معرض خطر
- کودکان و به ویژه در دوران جنینی
- جمعیت‌هایی که مرتب ماهی و غذاهای دریایی مصرف می‌کنند.
- دندانپزشکان
- کارگران کارخانه‌هایی که در محل کار با جیوه روبرویند.

### درمان
قطع فوری تماس، درمان‌های حمایتی و درمان با ترکیبات کلیتور (شلاتور)، راه‌های اصلی درمان مسمومیت با جیوه می‌باشند. جیوه فلزی با کلیتورها واکنش نمی‌دهد، مع‌ذلک حدود ۸۰٪ جیوه فلزی در بدن به Hg+۲ اکسید شده و به کلیتورها جواب می‌دهد. در مقایسه با سایر فلزات سنگین، استفاده از EDTA در درمان مسمومیت با جیوه، نسبت به ترکیبات دارای گروه سولفیدریل از اهمیت زیادی برخوردار نیست. ترکیبات منو تیول مانند گلوتاتیون، سیستئین، پنی سیلامین و مشتق N-استیله آن‌ها قادر به حذف جیوه از پروتئین‌ها و مولکول‌های زیستی می‌باشند. ترکیبات دی تیول مانند BAL (I,II دی مرکاپتوپروپانول) یا DMSA (دی مرکاپتوسوکسینیک اسید) با ایجاد یک ساختار ۵ ضلعی محکم، به عنوان کلیتورهای مؤثر در درمان مسمومیت با جیوه کاربرد دارند.
با توجه به این که این فلز خطرناک ممکن است از طریق مغازه‌ها، وسائلی مانند فشارسنج و ترمومتر به صورت ناخواسته در دسترس اطفال قرار گیرد، لذا لازم است اطلاع‌رسانی مناسب در زمینه خطرات و رعایت اصول کار با جیوه و ترکیبات آن مورد توجه بیشتری قرار گیرد.

### خطر دماسنج جیوه ای
دماسنج‌های جیوه ای در صورت شکسته شدن، تهدیدی جدی برای سلامتی افراد و محیط زیست هستند. بر این اساس روش ایمن‌سازی محیط پس از این اتفاق تعریف شده است. البته کاربرد کمتر این نوع از دماسنج بهتر است.
روش پیشنهادی اداره حفاظت از محیط زیست آمریکا به‌صورت خلاصه شامل چند مرحله است:
1. پوشیدن دستکش
2. جمع‌آوری قطعات روی دستمال کاغذی و انتقال به کیسه فریزر و بستن در کیسه
3. جمع‌آوری قطرات بزرگتر یا استفاده از دو کارت (مقوا) و انتقال به کیسه فریزر و بستن در کیسه
4. یافتن قطرات ریزتر با ذره بین و چراغ قوه و جمع‌آوری با قطره چکان و انتقال به کیسه فریزر و بستن در کیسه
5. ارسال همه چیز به مرکز تحویل گیرنده
6. تهویه